# Žulovská pahorkatina
Žulovská pahorkatina je geomorfologický celek v jihovýchodní části Krkonošsko-jesenického podhůří, ležící v okrese Jeseník v Olomouckém kraji.

## Poloha a sídla

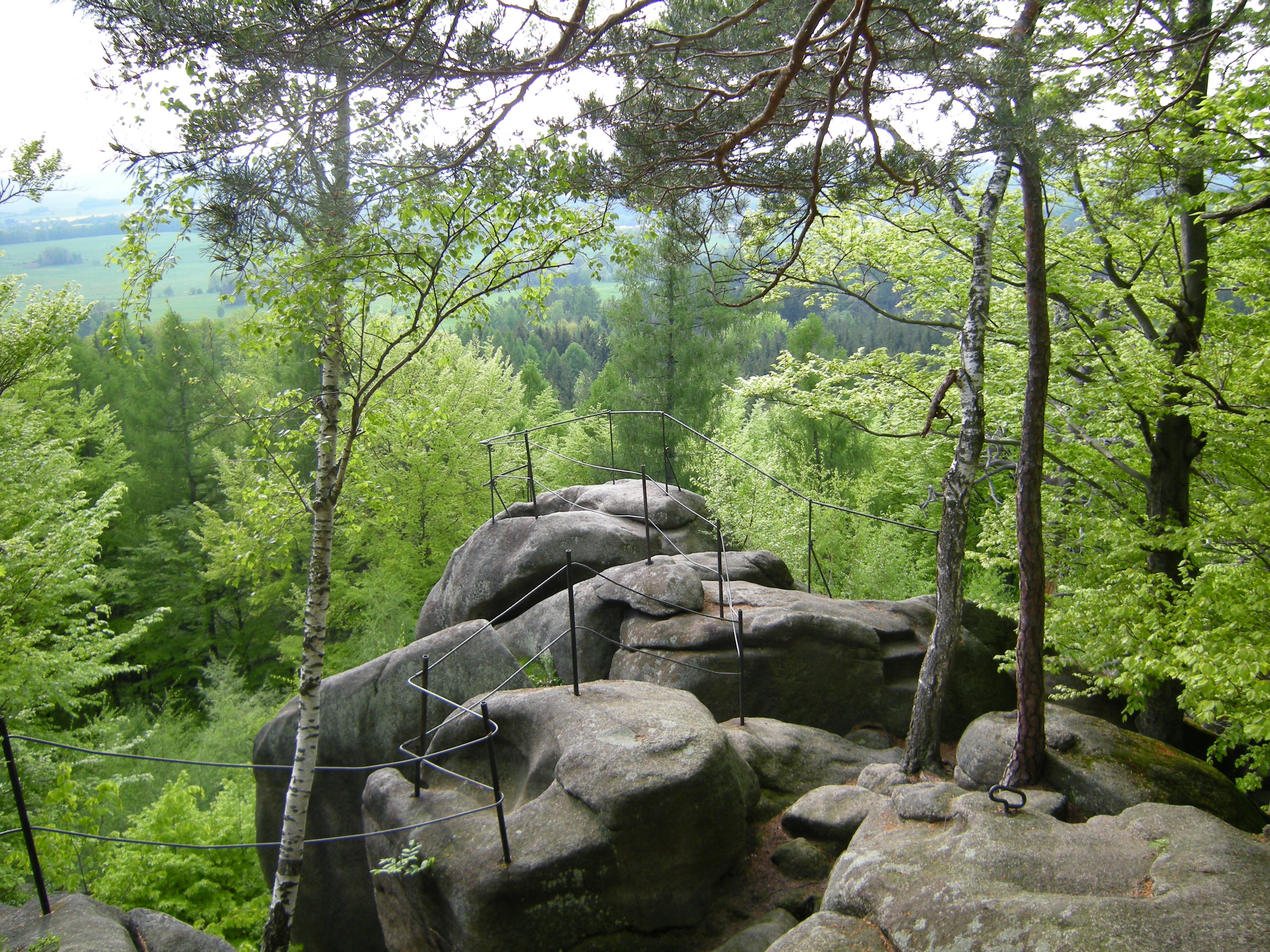
Smolný vrch v Černovodské pahorkatině

Celek se rozkládá zhruba mezi obcemi Bernartice (na severu), Vidnava (na severovýchodě), Stará Červená Voda (na východě), Vápenná (na jihu) a Vlčice (na západě). Zcela uvnitř celku leží město Žulová a obce Černá Voda a Kobylá nad Vidnavkou.

## Charakter území
Členitá pahorkatina se skládá z žul a granodioritů žulovského plutonu. Ve středním pleistocénu byla zaledněna pevninským ledovcem s teplou bází. Kupovitý povrch holoroviny tvořený nízkými exfoliačními klenbami (ruwary) byl částečně změněn v oblíkovou krajinu. Nad plochý povrch se zvedají vysoké ostrovní hory (vysoké exfoliační klenby - bornhardty) s četnými tvary zvětrávání a odnosu žuly (izolované skály, skalní mísy, žlábkové škrapy, tafoni, žokovité balvany apod.), četné hrance, na okraji u obce Vidnava hluboké tropické zvětraliny (kaoliny), u obce Supíkovice zbytky tropického krasu, četné mramorové a žulové kamenolomy, mozaika polí, luk a lesíků (smrkové a borové porosty).

## Geomorfologické členění
Celek Žulovská pahorkatina (dle značení Jaromíra Demka IVD–2) náleží do oblasti Krkonošsko-jesenické podhůří. Dále se člení na okrsky Tomíkovická pahorkatina (IVD–2–1) na severozápadě a Červenovodská pahorkatina (IVD–2–2) na jihovýchodě.
Pahorkatina sousedí s jedním celkem Krkonošsko-jesenického podhůří (Vidnavská nížina na severozápadě) a se dvěma celky Jesenické podsoustavy (Rychlebské hory na jihozápadě a Zlatohorská vrchovina na jihovýchodě). Na východě je omezena česko-polskou státní hranicí.
Geomorfologické členění Žulovské pahorkatiny uvádí následující tabulka:
| Okrsek                  | Nejvyšší bod      |
| ----------------------- | ----------------- |
| Tomíkovická pahorkatina | Kaní hora (476 m) |
| Černovodská pahorkatina | Boží hora (527 m) |

## Významné vrcholy
Nejvyšším vrcholem Žulovské pahorkatiny je Boží hora (527,4 m n. m.).
- Boží hora (527 m), Černovodská pahorkatina
- Borový vrch (487 m), Černovodská pahorkatina
- Kaní hora (476 m), Tomíkovická pahorkatina
- Bukový vrch (425 m), Černovodská pahorkatina
- Lánský vrch (423 m), Tomíkovická pahorkatina
- Smolný vrch (404 m), Černovodská pahorkatina
- Jahodník (379 m), Černovodská pahorkatina

Podrobný seznam hor a kopců obsahuje Seznam vrcholů v Žulovské pahorkatině.